# 부곡체육공원
부곡체육공원(富谷體育公園, Bugok Sports Park)은 대한민국 경기도 의왕시에 있는 스포츠 시설이다. 인조잔디 필드가 갖춰진 축구 경기장이며, 2003년에 준공되었다.

## 참고 문헌
- “내손체육공원”. 의왕도시공사. 2020년 3월 29일에 원본 문서에서 보존된 문서. 2020년 3월 29일에 확인함.
- 〈내손체육공원〉. 《두피디아》. 두산.
- 《전국 공공체육 시설 현황 (2017년말 기준)》. 대한민국 문화체육관광부. 2019.